# Eriocaulon ulaei
Eriocaulon ulaei är en gräsväxtart som beskrevs av Wilhelm Willy Otto Eugen Ruhland. Eriocaulon ulaei ingår i släktet Eriocaulon och familjen Eriocaulaceae.

## Underarter
Arten delas in i följande underarter:
- E. u. radiosum
- E. u. ulaei